# Upplands runinskrifter 1178
Upplands runinskrifter 1178, U 1178, är ett runstensfragment som påträffades 1931 i Östervåla kyrkas vapenhus. Inskriften ger ingen språklig mening så troligen kan det vara en så kallad "nonsensten".